# Leonel Manzano
Leonel "Leo" Manzano (Dolores Hidalgo, 12 de setembro de 1984) é um atleta norte-americano, especialista nos 1500 metros.
Nos Jogos Olímpicos de Pequim 2008, participou dos 1500 metros mas não ganhou medalha. Em Londres 2012, conquistou a medalha de prata nesta prova.